# Дапсићи
Дапсићи је насеље у општини Беране у Црној Гори. Према попису из 2003. било је 728 становника (према попису из 1991. било је 728 становника).

## Демографија
У насељу Дапсићи живи 523 пунолетна становника, а просечна старост становништва износи 36,3 година (35,1 код мушкараца и 37,5 код жена). У насељу има 202 домаћинства, а просечан број чланова по домаћинству је 3,60.
Ово насеље је углавном насељено Србима (према попису из 2003. године).
|  |

| Демографија | Демографија | Демографија |
| Година      | Становника  | Становника  |
| ----------- | ----------- | ----------- |
|             |             |             |
|             |             |             |
|             |             |             |
|             |             |             |
| 1948.       | 734         |             |
| 1953.       | 810         |             |
| 1961.       | 736         |             |
| 1971.       | 768         |             |
| 1981.       | 734         |             |
| 1991.       | 728         | 717         |
| 2003.       | 779         | 728         |
|             |             |             |

| Етнички састав према попису из 2003.‍ | Етнички састав према попису из 2003.‍ | Етнички састав према попису из 2003.‍ | Етнички састав према попису из 2003.‍ | Етнички састав према попису из 2003.‍ |
| ------------------------------------ | ------------------------------------ | ------------------------------------ | ------------------------------------ | ------------------------------------ |
|                                      |                                      |                                      |                                      |                                      |
| Срби                                 | Срби                                 |                                      | 591                                  | 81,18%                               |
| Црногорци                            | Црногорци                            |                                      | 133                                  | 18,26%                               |
| непознато                            | непознато                            |                                      | 1                                    | 0,13%                                |

| Година пописа     | 1948. | 1953. | 1961. | 1971. | 1981. | 1991. | 2003. |
| ----------------- | ----- | ----- | ----- | ----- | ----- | ----- | ----- |
| Број домаћинстава | 151   | 170   | 167   | 173   | 160   | 190   | 204   |

| Број чланова      | 1   | 2  | 3  | 4  | 5  | 6  | 7  | 8  | 9 | 10 и више | Просек |
| ----------------- | --- | -- | -- | -- | -- | -- | -- | -- | - | --------- | ------ |
| Број домаћинстава | 202 | 34 | 45 | 19 | 39 | 33 | 15 | 10 | 1 | 2         | 4      |

| Пол    | Укупно | Неожењен/Неудата | Ожењен/Удата | Удовац/Удовица | Разведен/Разведена | Непознато |
| ------ | ------ | ---------------- | ------------ | -------------- | ------------------ | --------- |
| Мушки  | 293    | 118              | 160          | 8              | 5                  | 2         |
| Женски | 270    | 65               | 165          | 35             | 4                  | 1         |
| УКУПНО | 563    | 183              | 325          | 43             | 9                  | 3         |

| Пол    | Укупно                    | Пољопривреда, лов и шумарство | Рибарство                            | Вађење руде и камена | Прерађивачка индустрија       |
| ------ | ------------------------- | ----------------------------- | ------------------------------------ | -------------------- | ----------------------------- |
| Мушки  | 106                       | 8                             | 0                                    | 15                   | 19                            |
| Женски | 33                        | 3                             | 0                                    | 0                    | 1                             |
| УКУПНО | 139                       | 11                            | 0                                    | 15                   | 20                            |
| Пол    | Производња и снабдевање   | Грађевинарство                | Трговина                             | Хотели и ресторани   | Саобраћај, складиштење и везе |
| Мушки  | 3                         | 1                             | 11                                   | 1                    | 11                            |
| Женски | 2                         | 2                             | 5                                    | 1                    | 1                             |
| УКУПНО | 5                         | 3                             | 16                                   | 2                    | 12                            |
| Пол    | Финансијско посредовање   | Некретнине                    | Државна управа и одбрана             | Образовање           | Здравствени и социјални рад   |
| Мушки  | 1                         | 0                             | 18                                   | 9                    | 1                             |
| Женски | 0                         | 1                             | 4                                    | 7                    | 6                             |
| УКУПНО | 1                         | 1                             | 22                                   | 16                   | 7                             |
| Пол    | Остале услужне активности | Приватна домаћинства          | Екстериторијалне организације и тела | Непознато            | Непознато                     |
| Мушки  | 3                         | 0                             | 0                                    | 5                    | 5                             |
| Женски | 0                         | 0                             | 0                                    | 0                    | 0                             |
| УКУПНО | 3                         | 0                             | 0                                    | 5                    | 5                             |